# كيم ويبستر
كيم ويبستر (بالإنجليزية: Kim Webster)‏ هي ممثلة أمريكية، ولدت في القرن العشرين.

## وصلات خارجية
- كيم ويبستر على موقع IMDb (الإنجليزية)
- كيم ويبستر على موقع ألو سيني (الفرنسية)
- كيم ويبستر على موقع أول موفي (الإنجليزية)
- كيم ويبستر على موقع قاعدة بيانات الأفلام السويدية (السويدية)
- كيم ويبستر على موقع قاعدة بيانات الفيلم (الإنجليزية)
- كيم ويبستر على موقع كينوبويسك (الروسية)